# Gare de Châtelaillon
Gare de Châtelaillon-Plage – stacja kolejowa w Châtelaillon-Plage, w regionie Nowa Akwitania, we Francji. Znajdują się tu 2 perony.